# ملعب المعركة د.و.ن
ملعب المعركة د.و.ن (باليابانية:バトルスタジアムＤＯＮ) هي لعبة قتال يابانية لنينتندو جيم كيوب والبلاي ستيشن 2 وتتميز باحتوائها على شخصيات من ثلاث مسلسلات مانغا تنشرها مجلة قفزة الشونين الأسبوعية. اختصار د.و.ن هو لوجود الأنميات الثلاث وهم دراغون بول وون بيس وناروتو.
في 2012، لا يوجد مخططات لإنتاج اللعبة خارج اليابان أو حتى الولايات المتحدة.

## نظام اللعبة
يتكون نظام اللعبة من مهام وقتالات فرعية للشخصيات حيث تختار فريقًا أو شخصية للقيام بمهام وتكمل اللعبة به.

## الشخصيات

### دراغون بول زد
- سان غوكو
- سون جوهان
- بيكولا
- فريزر (غير متاح في البداية)
- تورانكوسو (غير متاح في البداية)
- سيرو (غير متاح في البداية)
- ماجين بوو (غير متاح في البداية)
- بيجتا (غير متاح في البداية)

### ون بيس
- لوفي
- تشوبر
- سانجي
- زورو
- نامي (غير متاح في البداية)
- يوسوب (غير متاح في البداية)

### ناروتو
- ناروتو
- كاكاشي
- ساكورا
- ساسوكي
- غارا (غير متاح في البداية)
- لي (غير متاح في البداية)

## وصلات خارجية
الموقع الرسمي نسخة محفوظة 27 فبراير 2009 على موقع واي باك مشين.